# Sky Rocket (Kennywood)
Sky Rocket is een stalen lanceerachtbaan in het Amerikaanse attractiepark Kennywood.
Sky Rocket is gebouwd door de Amerikaanse achtbaanbouwer Premier Rides en opende op 29 juni 2010. De opening van Sky Rocket markeerde ook de terugkeer van inversies naar het park, nadat bij Steel Phantom de baan gerenoveerd werd en de inversies verwijderd werden. De achtbaan gebruikt een elektrisch lanceermechanisme om de achtbaantrein in drie seconden te versnellen tot 80 km/h.
De achtbaan gebruikt twee treinen die ieder bestaan uit twee wagons, die ieder uit twee rijen van twee personen bestaan. In de treinen wordt gebruikgemaakt van een harnas in plaats van een beugel over de schouders, waardoor de bezoekers zich mobieler voelen.

## Prijs
| Golden Ticket Awards: Beste stalen achtbaan | Golden Ticket Awards: Beste stalen achtbaan | Golden Ticket Awards: Beste stalen achtbaan |
| Jaar                                        | 2010                                        | 2011                                        |
| ------------------------------------------- | ------------------------------------------- | ------------------------------------------- |
| Rang                                        | 17                                          | 44                                          |